# Ундецима

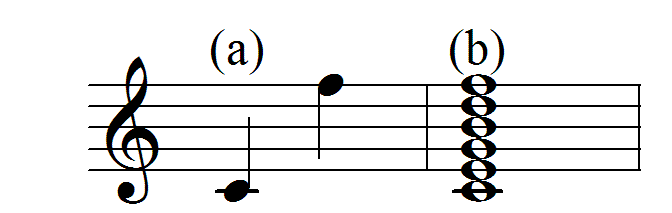
(a) — ундецима,
(b) — ундецимаккорд

Унде́цима (лат. undecimа — одиннадцатая) — музыкальный интервал шириной в одиннадцать ступеней, обозначается цифрой 11.
Превышает объём октавы. Чаще всего рассматривается как составной интервал, который состоит из октавы и кварты. Подобно кварте, может быть чистой и увеличенной. Чистая ундецима (ч.11) содержит семнадцать полутонов, увеличенная (ув.11) — восемнадцать. В контрапункте и в гармонии ундецима функционально соответствует кварте.
В джазовой музыке ундецима —  терция относительно основного тона.